# Zazdrość, Gmina Biskupiec
Zazdrość [ˈzazdrɔɕt͡ɕ] (tiếng Đức: Falkenheim)  là một ngôi làng thuộc khu hành chính của Gmina Biskupiec, thuộc huyện Olsztyński, Warmińsko-Mazurskie, ở miền bắc Ba Lan.
Trước năm 1772, khu vực này là một phần của Vương quốc Ba Lan, 1772-1945 Phổ và Đức (Đông Phổ).
Làng có dân số 28 người.